# François-Auguste Cheussey
François Auguste Cheussey (né le 31 juillet 1781 à Sarrelouis - † 13 juillet 1857 à Amiens) est un architecte français d'inspiration néoclassique. Il fit l'essentiel de sa carrière d’abord dans le département du Mont-Tonnerre (Rive gauche du Rhin), puis sous la Restauration dans le département de la Somme.

## Biographie

### Années de formation
Élève d'architecture à l'École centrale des travaux publics de Jean-Nicolas-Louis Durand et de Léon Dufourny, il fut d'abord affecté, en tant qu'assistant de J.-E. de Saint-Far, aux grands travaux de Mayence de 1806 à 1814, comprenant notamment l'édification de l’église Saint-Achatius de Zahlbach dans la vallée du Zahlbach qui est la seule église d'Allemagne construite pendant la période napoléonienne. Cette église catholique fut construite 1809-1810 par Cheussey.
Au milieu des différends entre les autorités temporelles (représentées par le préfet Jeanbon Saint André) et spirituelles (l’évêque Joseph Ludwig Colmar), il sut proposer, à partir d'une juste évaluation de l'état des bâtiments, des travaux de réparation d’édifices religieux de la région, comme l'église de Westhofen.

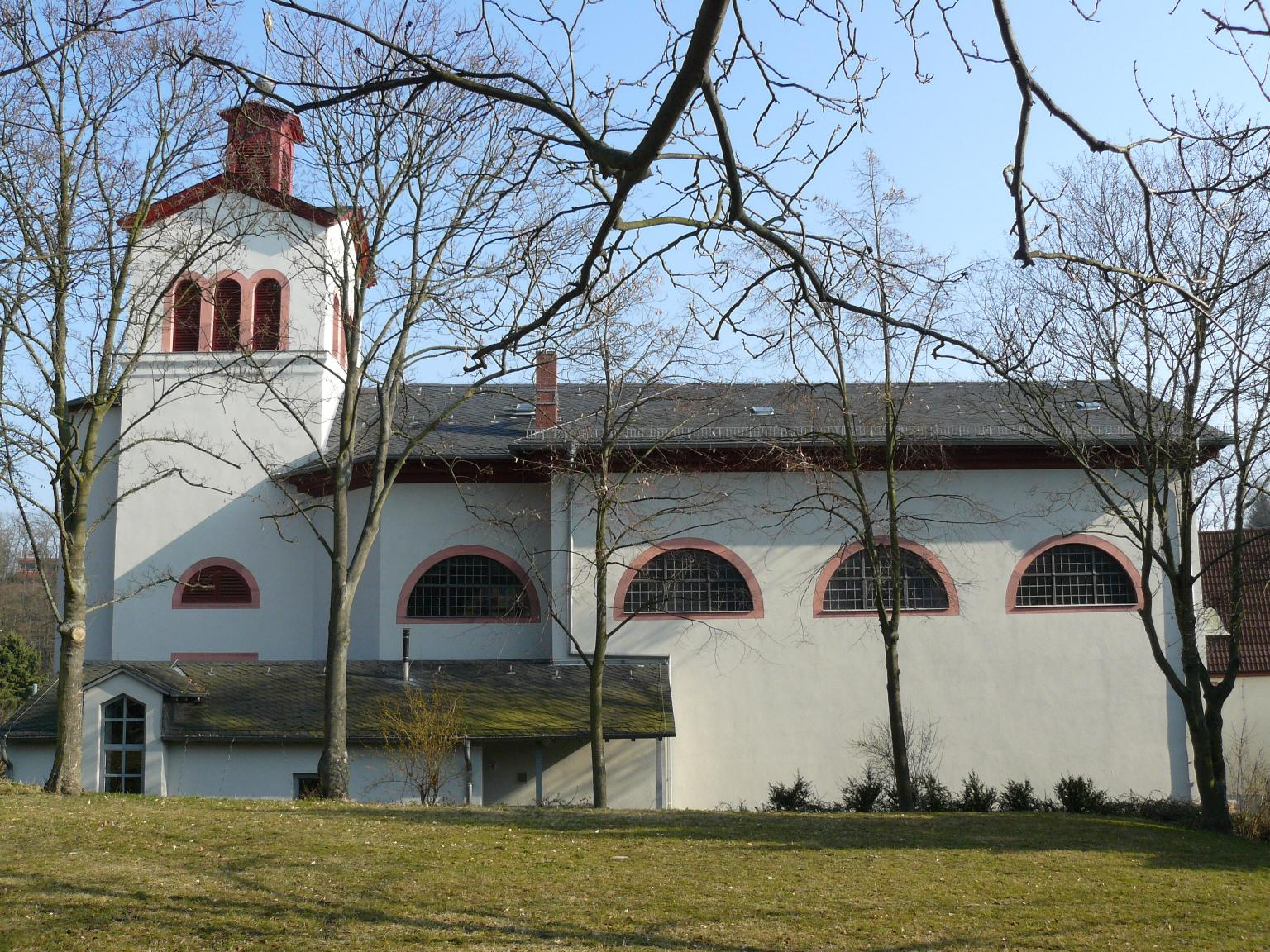
Église Saint-Achatius de Bretzenheim, près de Mayence (Allemagne).
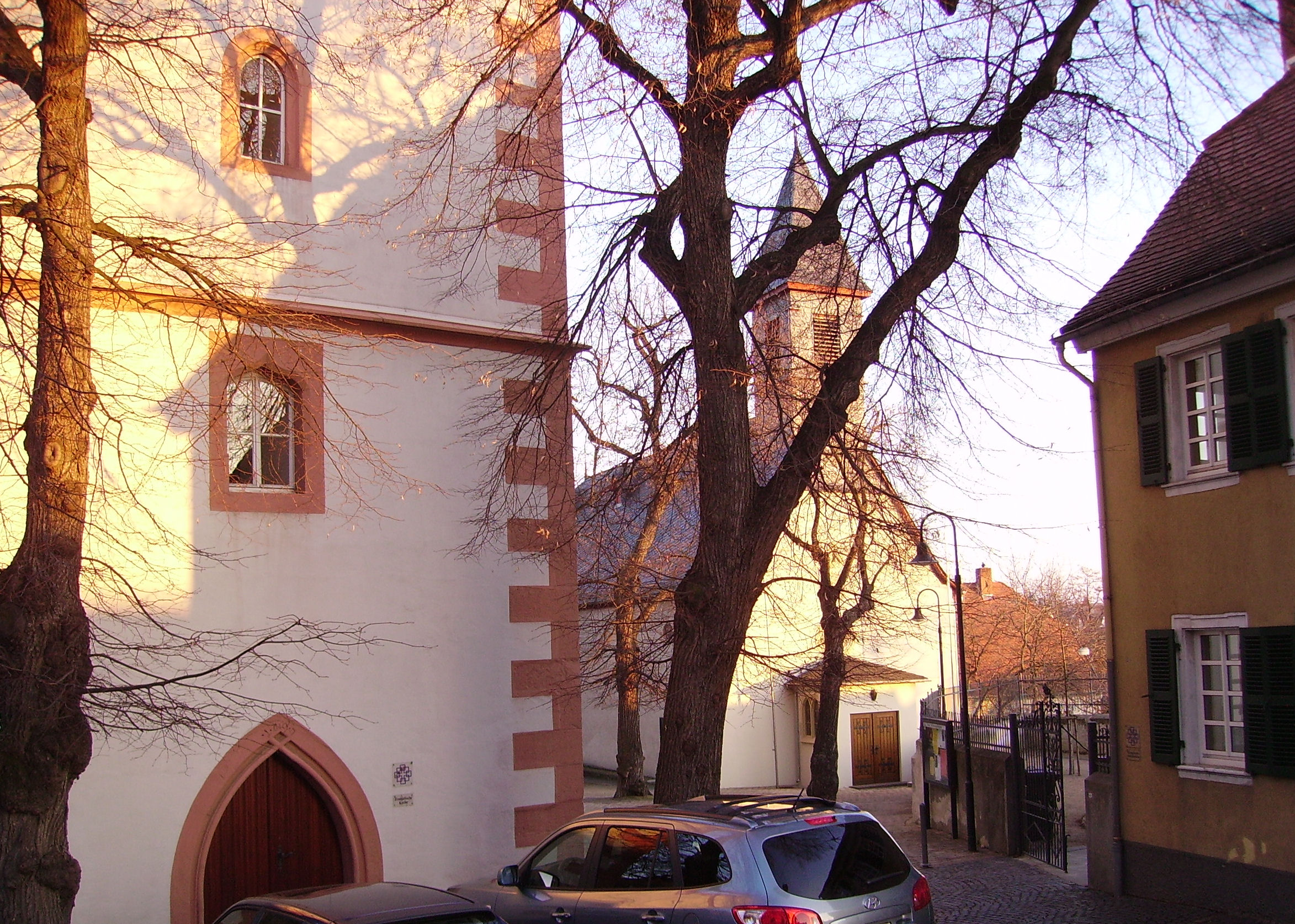
Églises protestante et catholique de Westhofen (Allemagne).

### Architecte en chef du département de la Somme
Il fut par la suite employé en tant qu'architecte en chef du département de la Somme, où il se consacra à la restauration de plusieurs édifices historiques dont :
- l’Abbaye de Saint-Riquier (1819-1822)
- la Chapelle du Saint-Esprit de Rue (1839-1851)
- la Cathédrale Notre-Dame d'Amiens de 1816 à 1848
- le séminaire des lazaristes d'Amiens

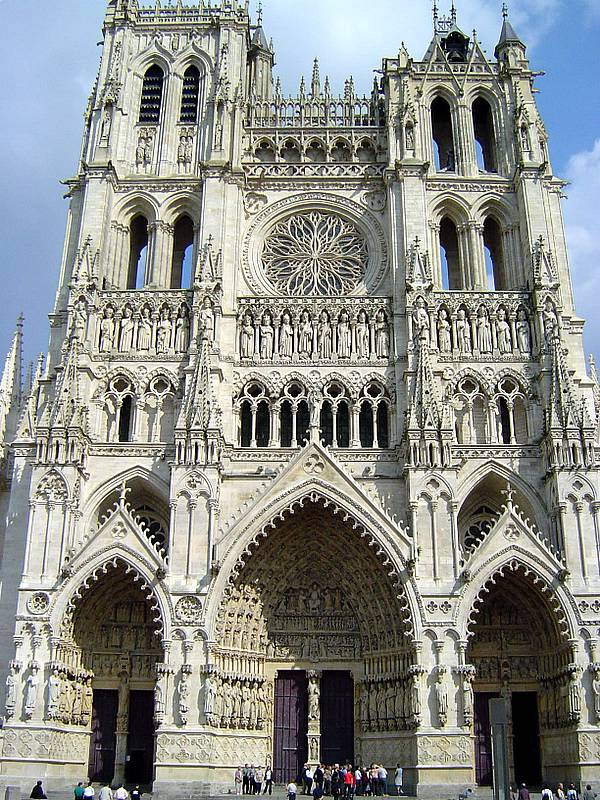
Cathédrale Notre-Dame d’Amiens.
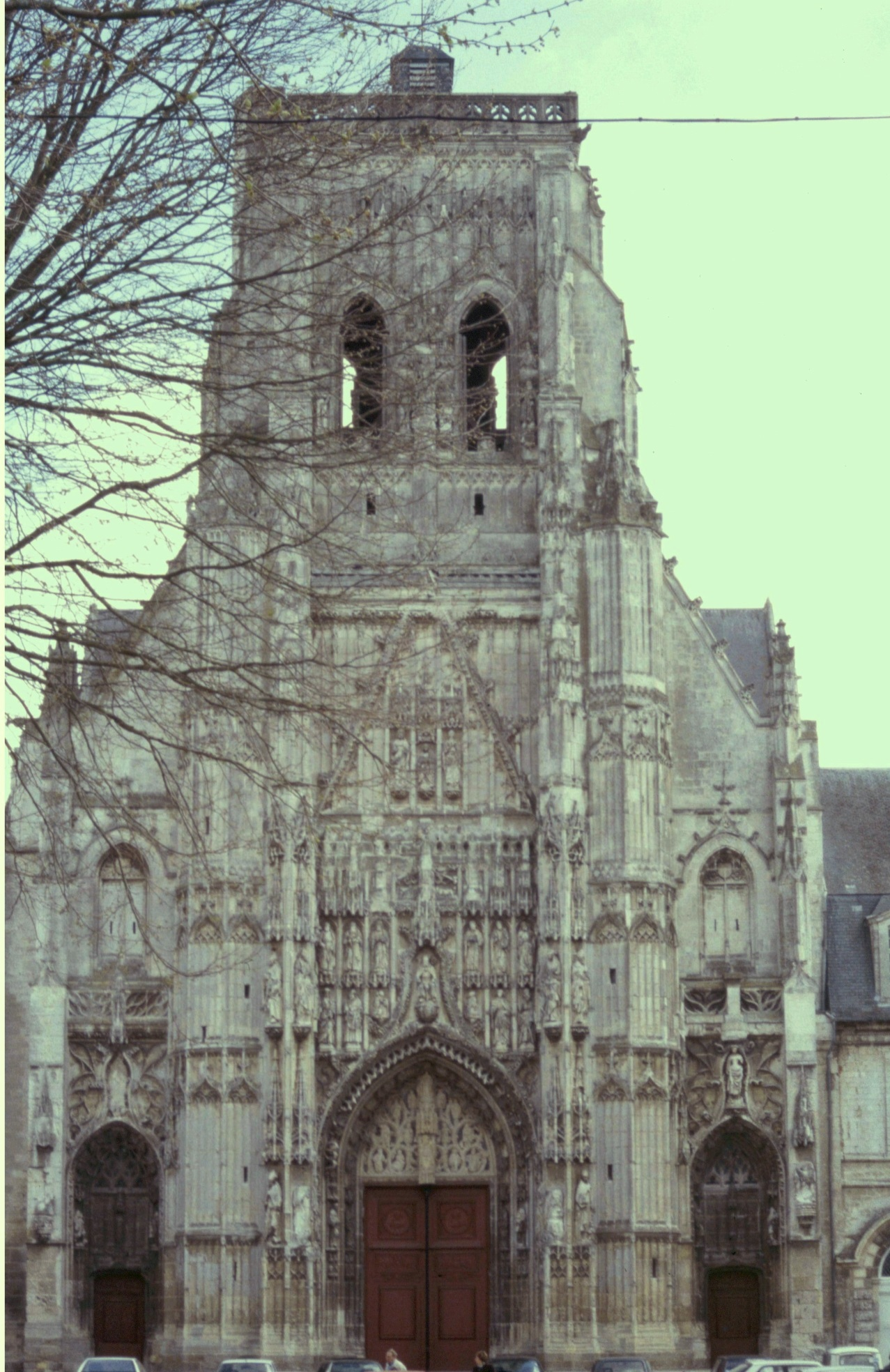
Abbatiale de Saint-Riquier.
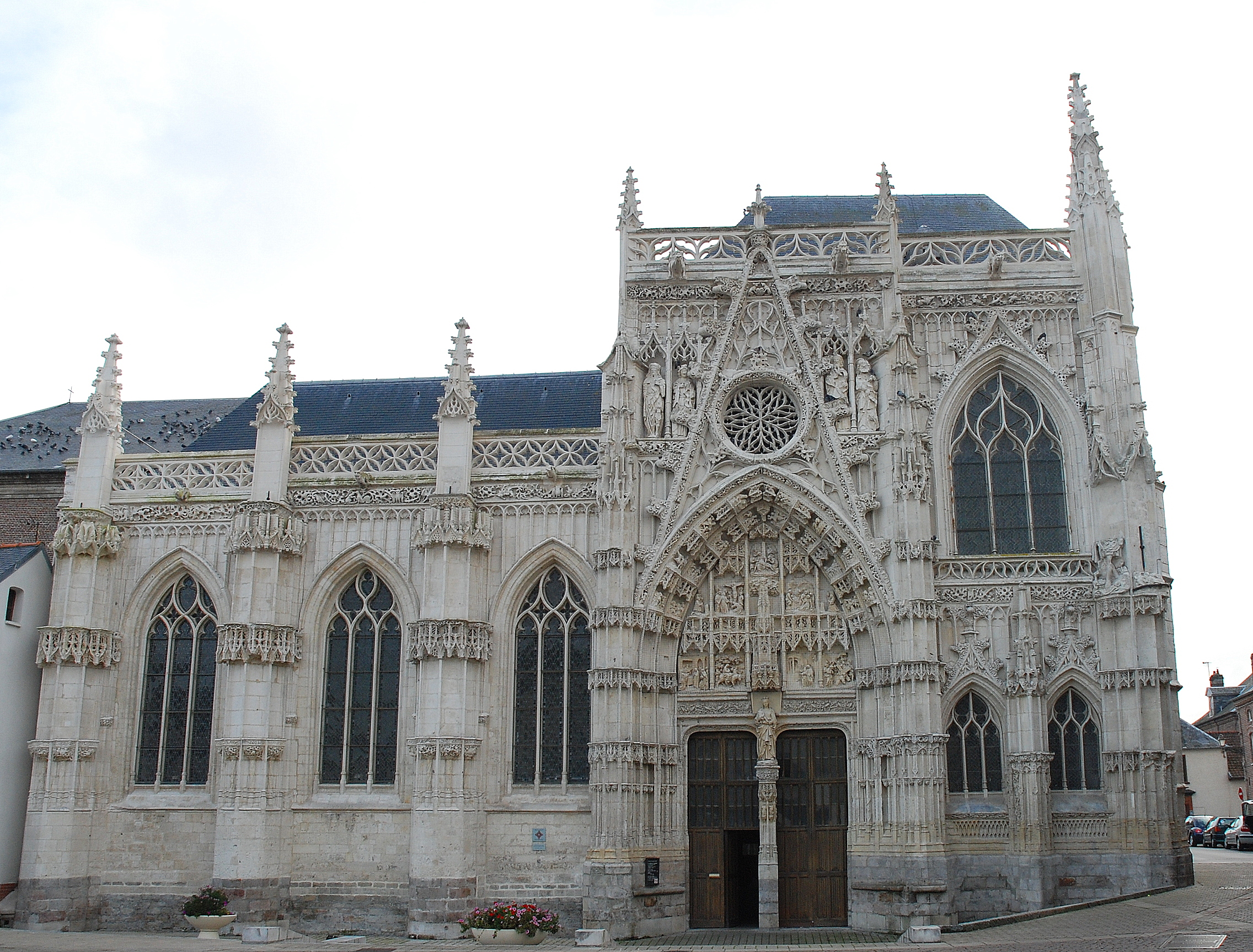
Chapelle du Saint-Esprit de Rue.

### Architecte de la ville d'Amiens
En 1820, il fut chargé des travaux de l’église diocésaine Saint-Roch de Ternant (Nievre).
De 1814 à 1848, Cheussey fut l'architecte de la ville d'Amiens; il s'inspira des théories hygiénistes en vogue à l'époque : « aérer, assainir, circuler ». On lui doit: 
- La bibliothèque municipale (auj. bibliothèque Louis Aragon), de style néoclassique (1823) ;
- Le palais de justice, extension en deux nouveaux bâtiments, de 1834 à 1846 (bâtiments aujourd'hui disparus) ;
- Requalification de la Place Saint-Denis (aujourd'hui Place René Goblet) en 1839 ;
- Aménagement paysager du cimetière de La Madeleine à Amiens ;
- l'église Saint-Jacques d'Amiens ;
- l'église Saint-Maurice d'Amiens ;
- l'église Saint-Firmin d'Amiens ;

Promu chevalier de la Légion d'honneur en 1843.
Il fut inhumé en 1857 au Cimetière de la Madeleine à Amiens.

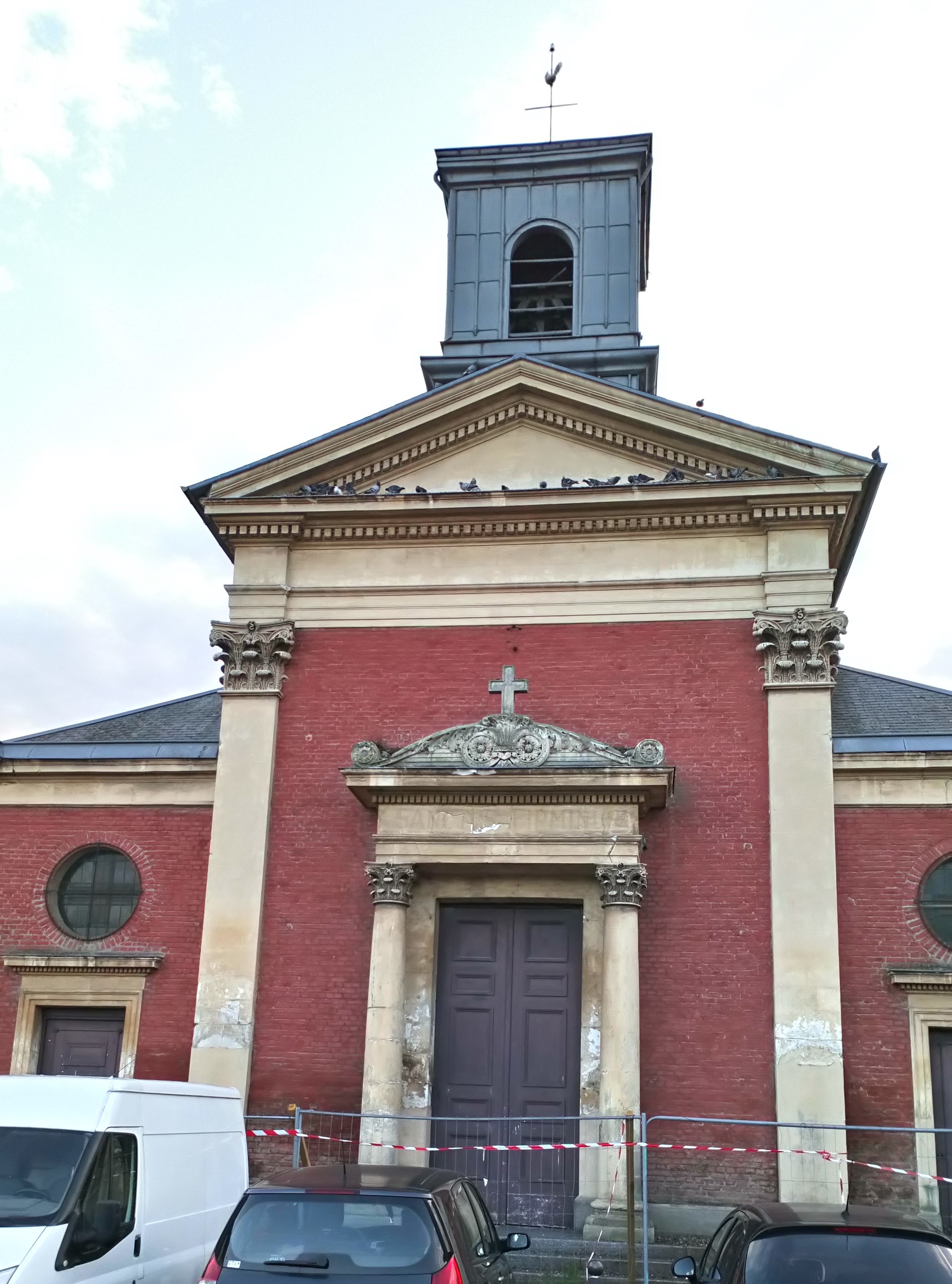
Église Saint-Firmin d'Amiens.
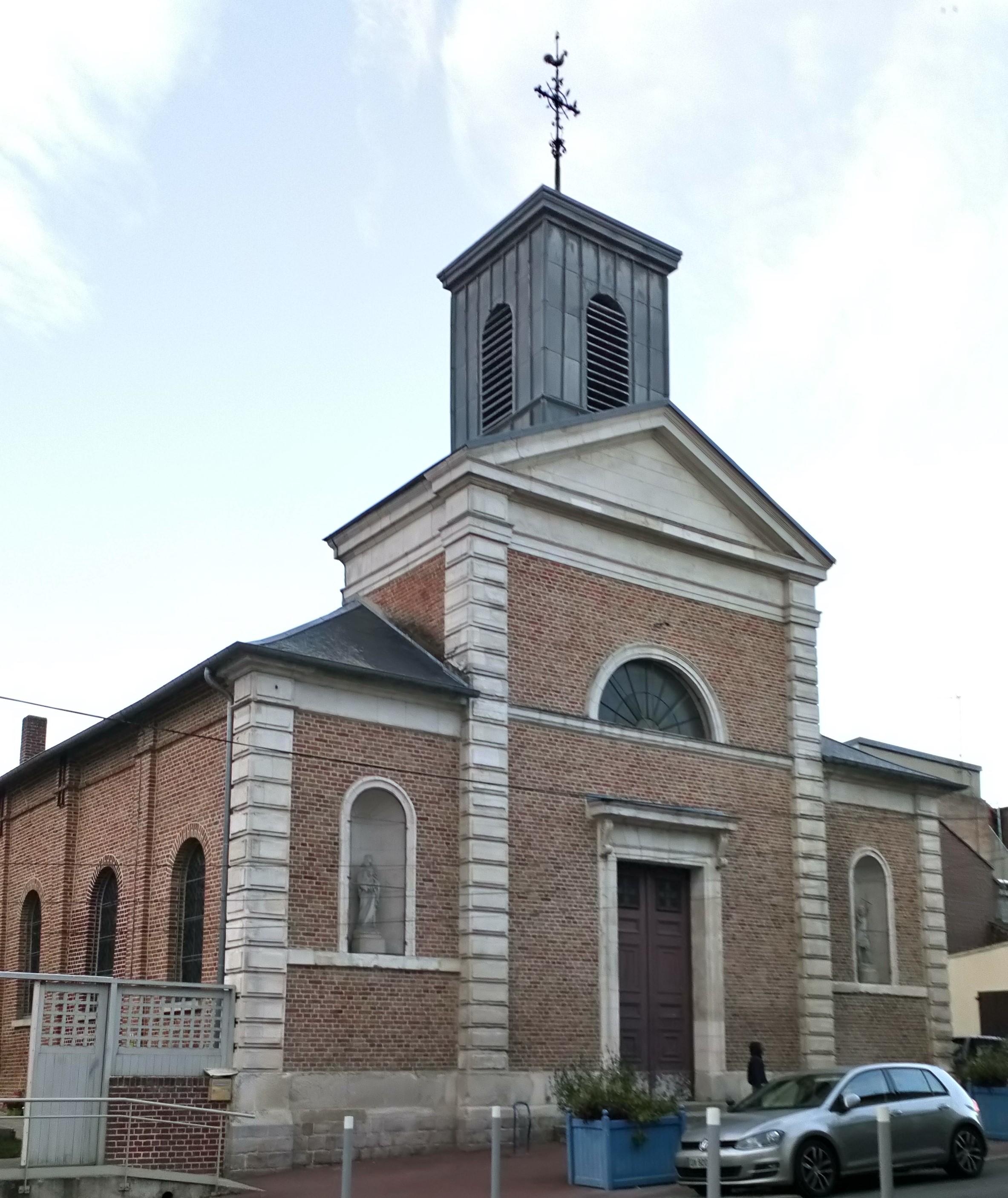
Église Saint-Maurice d'Amiens.
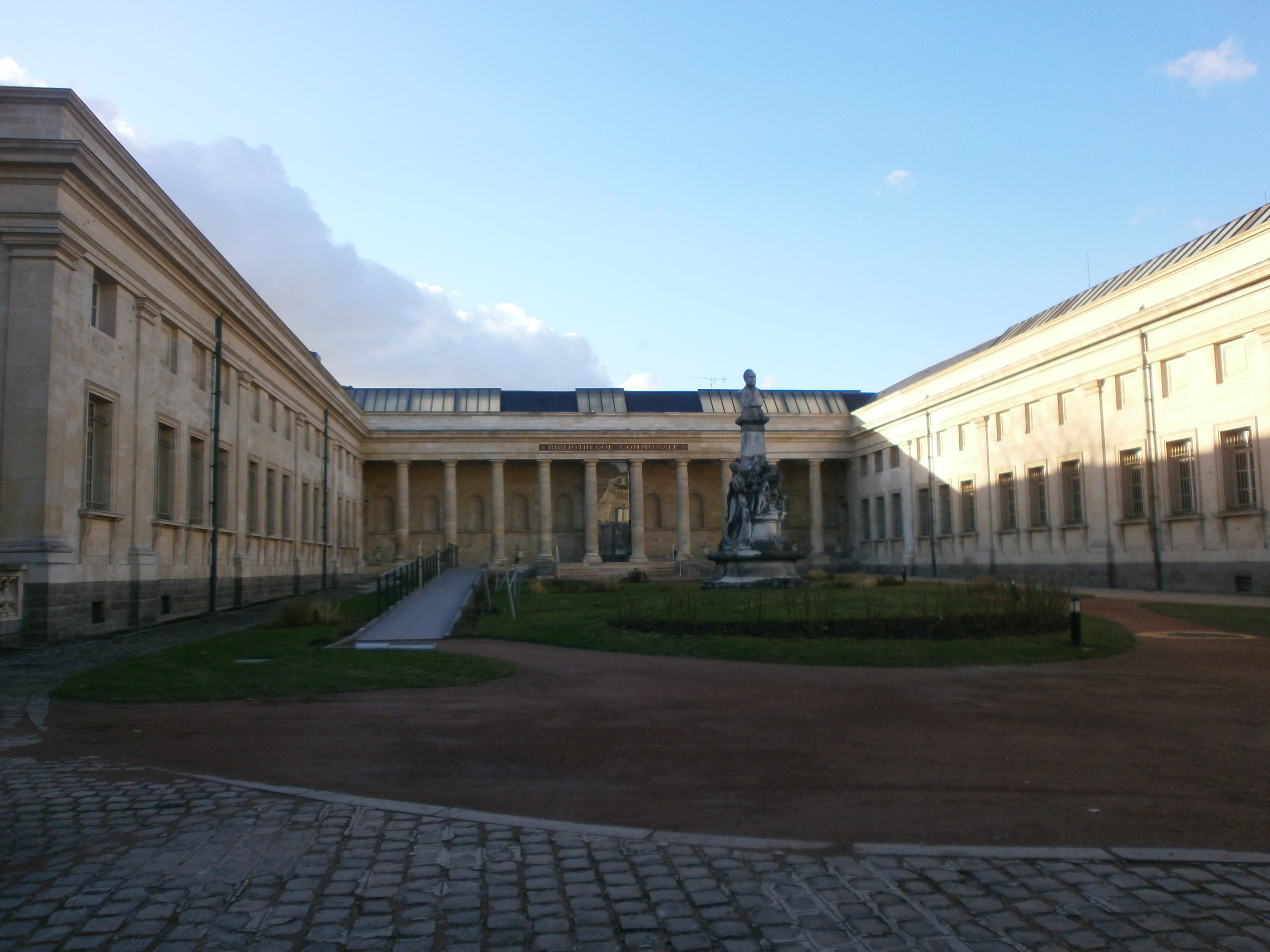
Bibliothèque Louis Aragon d'Amiens.

## Dans la littérature
« D’un côté, j’aperçus l’hôtel de la Société industrielle, avec ses bâtiments déjà vieux, rejetant par une haute cheminée les vapeurs qui faisaient mouvoir, sans doute, les admirables métiers -compositeurs d’Edouard Gand- rêve enfin réalisé de notre savant collègue. De l’autre côté se dressait l’hôtel des postes, superbe édifice qui contrastait singulièrement avec la boutique humide, obscure, où, la veille, après vingt minutes d’attente, j’étais parvenu à retirer une lettre, à travers l’un de ces étroits guichets si propices aux torticolis ! »
— Jules Verne , Une ville idéale (1875, rééd. 1973)

## Source
- (de) Cet article est partiellement ou en totalité issu de l’article de Wikipédia en allemand intitulé « François-Auguste Cheussey » (voir la liste des auteurs).

- Charles Bauchal, Nouveau dictionnaire biographique et critique des architectes français, Paris, André Daly fils, 1887, 842 p. (OCLC 665158649, lire en ligne).

- (de) Fritz Arens, « François Auguste Cheussey, ein Mitarbeiter von Eustache St. Far », Mainzer Zeitschrift, nos 71/72,‎ 1976-77, p. 127-139